# Salia brevilinealis
Salia brevilinealis là một loài bướm đêm trong họ Noctuidae.